# تركت (الفيض)
تركت هي إحدى مشيخات المملكة المغربية، تتبع جغرافيا لإقليم تارودانت وإداريًا لالفيض. يقدر عدد سكانها بـ 7232 نسمة حسب الإحصاء الرسمي للسكان والسكنى لسنة 2004.